# Liste der Baudenkmäler in Ebershausen

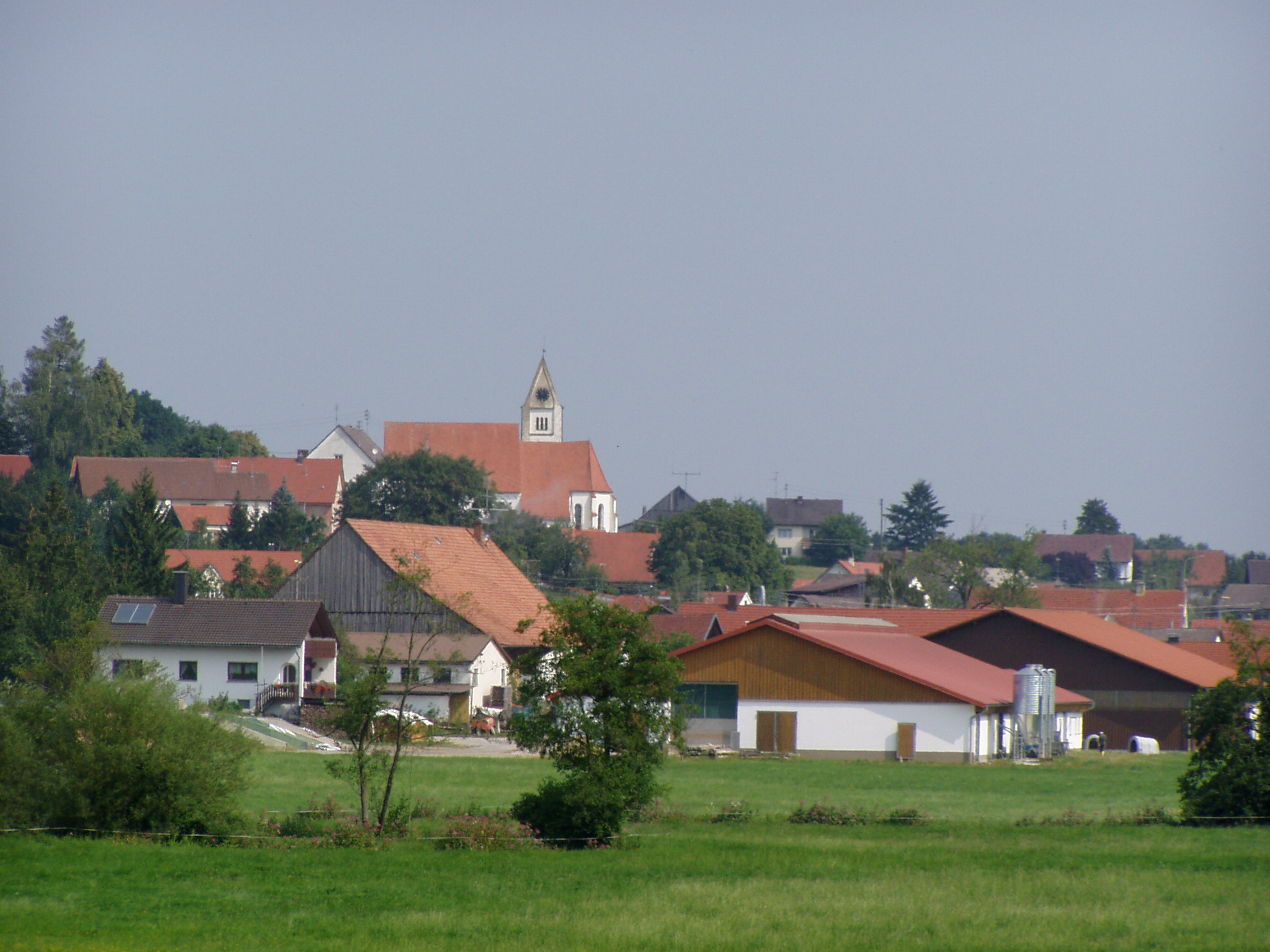
Ebershausen, Blick auf den Ortskern von Süden

Auf dieser Seite sind die Baudenkmäler in der schwäbischen Gemeinde Ebershausen zusammengestellt. Diese Tabelle ist eine Teilliste der Liste der Baudenkmäler in Bayern. Grundlage ist die Bayerische Denkmalliste, die auf Basis des Bayerischen Denkmalschutzgesetzes vom 1. Oktober 1973 erstmals erstellt wurde und seither durch das Bayerische Landesamt für Denkmalpflege geführt wird. Die folgenden Angaben ersetzen nicht die rechtsverbindliche Auskunft der Denkmalschutzbehörde.

## Baudenkmäler nach Ortsteilen

### Ebershausen
| Lage                                | Objekt                               | Beschreibung | Akten-Nr.             | Bild           |
| ----------------------------------- | ------------------------------------ | --- | --------------------- | -------------- |
| Ernst-Weckerle-Straße 10 (Standort) | Wohnhaus                             | Mit Fachwerkgiebel, 2. Hälfte 18. Jahrhundert | D-7-74-129-2 Wikidata | Wohnhaus       |
| Kirchberg 2 (Standort)              | Katholische Pfarrkirche Sankt Martin | 2. Hälfte 15. Jahrhundert, Umbau 18. Jahrhundert, neubarocke Ausgestaltung 1913, Purifizierung und Kirchenerweiterung Anfang der 1970er Jahre; mit Ausstattung | D-7-74-129-6 Wikidata | weitere Bilder |

### Seifertshofen
| Lage                             | Objekt                          | Beschreibung                                                                            | Akten-Nr.             | Bild           |
| -------------------------------- | ------------------------------- | --------------------------------------------------------------------------------------- | --------------------- | -------------- |
| Sankt-Ulrich-Straße 7 (Standort) | Gasthaus                        | Anfang 19. Jahrhundert, gehörte zu einer Dreiflügelanlage mit nach Süden geöffnetem Hof | D-7-74-129-9 Wikidata | BW             |
| Sankt-Ulrich-Straße 9 (Standort) | Katholische Kirche Sankt Ulrich | 1731; mit Ausstattung                                                                   | D-7-74-129-4 Wikidata | weitere Bilder |

### Waltenberg
| Lage                        | Objekt                             | Beschreibung | Akten-Nr.             | Bild                               |
| --------------------------- | ---------------------------------- | --- | --------------------- | ---------------------------------- |
| Kapellenstraße 1 (Standort) | Katholische Kapelle Sankt Wendelin | zweite Hälfte des 18. Jahrhunderts; mit Ausstattung: Kruzifix und Altar, in dem spätgotische Assistenzfiguren stehen. | D-7-74-129-5 Wikidata | Katholische Kapelle Sankt Wendelin |

## Ehemalige Baudenkmäler
In diesem Abschnitt sind Objekte aufgeführt, die früher einmal in der Denkmalliste eingetragen waren, jetzt aber nicht mehr. Objekte, die in anderem Zusammenhang also z. B. als Teil eines Baudenkmals weiter eingetragen sind, sollen hier nicht aufgeführt werden. Aktennummern in diesem Abschnitt sind ehemalige, jetzt nicht mehr gültige Aktennummern.
| Lage                                                                       | Objekt    | Beschreibung    | Akten-Nr.             | Bild      |
| -------------------------------------------------------------------------- | --------- | --------------- | --------------------- | --------- |
| Ebershausen Brühlstr./Einmündung Mühlstr., im Südteil des Ortes (Standort) | Bildstock | 19. Jahrhundert | D-7-74-129-8 Wikidata | Bildstock |